# OGAE
     Kraje z osobnymi, licencjowanymi oddziałami OGAE działającymi na ich terenie
     Kraje, których obywatele mogą ubiegać się o członkostwo tzw. klubu reszty świata (ang. Rest Of The World)

Mapa oddziałów OGAE rozmieszczonych na świecie:
Kraje z osobnymi, licencjowanymi oddziałami OGAE działającymi na ich terenie
Kraje, których obywatele mogą ubiegać się o członkostwo tzw. klubu reszty świata

OGAE (fr. Organisation Générale des Amateurs de l’Eurovision, Ogólna Organizacja Miłośników Eurowizji) – pozarządowa, pozapolityczna organizacja non-profit, międzynarodowy fanklub Konkursu Piosenki Eurowizji założony w 1984 w Savonlinnie przez Jari-Pekka Koikkalainena. Do działań organizacji należy m.in. promocja krajowej muzyki popularnej na świecie, współpraca z innymi klubami i fanami konkursu, promocja Konkursu Piosenki Eurowizji i tworzenie silnych relacji z krajowymi nadawcami.
Obecnie organizacja składa się z 45 klubów fanów konkursu rozmieszczonych po całej Europie. Wszystkie inne państwa na świecie są zjednoczone w OGAE Reszta Świata, które powstało w 2004.
Od 2 lipca 2011 centrala OGAE International z siedzibą w Paryżu posiada status prawny.
Członkowie Stowarzyszenia mają pierwszeństwo w zakupie biletów na Konkursy Piosenki Eurowizji w tzw. „strefie fanów”.
Od 2007 członkowie OGAE przeprowadzają przed każdym konkursem nieoficjalne głosowanie mające wyłonić faworyta organizacji do wygrania Konkursu Piosenki Eurowizji. Organizacja organizuje również trzy nieoficjalne konkursy internetowe: Konkurs Piosenki (ang. OGAE Song Contest), Konkurs Drugiej Szansy (ang. OGAE Second Chance Contest) oraz Konkurs Teledysków (ang. OGAE Video Contest).

## Plebiscyty OGAE

### Faworyci OGAE
Członkowie OGAE od 2007 przeprowadzają przed każdym konkursem nieoficjalne głosowanie mające wyłonić faworyta do wygrania Konkursu Piosenki Eurowizji. Poszczególne kluby oddają swoje głosy na konkursowe piosenki przy użyciu tzw. systemu eurowizyjnego (tj. 1–7, 8, 10 i 12 punktów dla 10 najwyżej ocenionych utworów), przy czym nie mogą głosować na propozycję z własnego kraju.
Poniższa tabela uwzględnia zwycięzców plebiscytu i ich faktyczny wynik w Konkursie Piosenki Eurowizji:
| Rok  | Kraj      | Wykonawca            | Piosenka                | Punkty OGAE | Wynik       |
| ---- | --------- | -------------------- | ----------------------- | ----------- | ----------- |
| 2007 | Serbia    | Marija Šerifović     | „Molitva”               | 184         | Wygrana     |
| 2008 | Szwecja   | Charlotte Perrelli   | „Hero”                  | 308         | 18. miejsce |
| 2009 | Norwegia  | Alexander Rybak      | „Fairytale”             | 304         | Wygrana     |
| 2010 | Dania     | Chanée i N’evergreen | „In a Moment Like This” | 220         | 4. miejsce  |
| 2011 | Węgry     | Kati Wolf            | „What About My Dreams?” | 277         | 22. miejsce |
| 2012 | Szwecja   | Loreen               | „Euphoria”              | 375         | Wygrana     |
| 2013 | Dania     | Emmelie de Forest    | „Only Teardrops”        | 374         | Wygrana     |
| 2014 | Szwecja   | Sanna Nielsen        | „Undo”                  | 354         | 3. miejsce  |
| 2015 | Włochy    | Il Volo              | „Grande amore”          | 367         | 3. miejsce  |
| 2016 | Francja   | Amir                 | „J’ai cherché”          | 425         | 6. miejsce  |
| 2017 | Włochy    | Francesco Gabbani    | „Occidentali’s Karma”   | 497         | 6. miejsce  |
| 2018 | Izrael    | Netta                | „Toy”                   | 456         | Wygrana     |
| 2019 | Włochy    | Mahmood              | „Soldi”                 | 411         | 2. miejsce  |
| 2020 | Litwa     | The Roop             | „On Fire”               | 770         |             |
| 2021 | Malta     | Destiny              | „Je me casse”           | 363         | 7. miejsce  |
| 2022 | Szwecja   | Cornelia Jakobs      | „Hold Me Closer”        | 393         | 4. miejsce  |
| 2023 | Szwecja   | Loreen               | „Tattoo”                | 423         | Wygrana     |
| 2024 | Chorwacja | Baby Lasagna         | „Rim Tim Tagi Dim”      | 356         | 2. miejsce  |
| 2025 | Szwecja   | KAJ                  | „Bara bada bastu”       | 421         | 4. miejsce  |

#### Nagroda Fanów im. Marcela Bezençona
Nagroda Fanów została wręczona w 2002 i 2003 zwycięzcom głosowania przeprowadzonego wśród członków OGAE. W 2008 została przyznana nagroda fanów portalu Poplight.
| Rok  | Kraj      | Wykonawca         | Piosenka          | Wynik w konkursie |
| ---- | --------- | ----------------- | ----------------- | ----------------- |
| 2002 | Finlandia | Laura Voutilainen | „Addicted to You” | 20. miejsce       |
| 2003 | Hiszpania | Beth              | „Dime”            | 8. miejsce        |
| 2008 | Armenia   | Sirusho           | „Qélé, Qélé”      | 4. miejsce        |

### Konkurs Piosenki (OGAE Song Contest)
W plebiscycie mogą wziąć udział kluby, które zgłoszą oryginalną piosenkę, która została opublikowana w danym kraju w ciągu ostatnich 12 miesięcy i która jest śpiewana w jednym z języków ojczystych.
Poniższa tabela uwzględnia zwycięzców wszystkich edycji plebiscytu:
| Rok  | Zwycięski kraj     | Wykonawca                            | Utwór                           |
| ---- | ------------------ | ------------------------------------ | ------------------------------- |
| 1986 | Niemcy             | Juliane Werding                      | „Stimmen in Wind”               |
| 1987 | Izrael             | Jardena Arazi                        | „Ba’ati Eleiha”                 |
| 1988 | Niemcy             | Mary Roos                            | „Explosion”                     |
| 1989 | Norwegia           | Karoline Krüger i Anita Skorgan      | „Hjem”                          |
| 1990 | Włochy             | Mietta i Amedeo Minghi               | „Vattene amore”                 |
| 1991 | Francja            | Mylène Farmer                        | „Désenchantée”                  |
| 1992 | Portugalia         | Nucha                                | „Se o dia nascesse”             |
| 1993 | Włochy             | Laura Pausini                        | „La solitudine”                 |
| 1994 | Grecja             | Sabrina                              | „Ftes”                          |
| 1995 | Hiszpania          | Paloma San Basilio                   | „Cada vez”                      |
| 1996 | Hiszpania          | Amistades Peligrosas                 | „Me quedaré solo”               |
| 1997 | Hiszpania          | Marta Sánchez                        | „Amor perdido”                  |
| 1998 | Polska             | Natalia Kukulska                     | „Im więcej Ciebie, tym mniej”   |
| 1999 | Francja            | Leyla Doriane                        | „Jardin de lumière”             |
| 2000 | Szwecja            | Nanne                                | „Svarta änkan”                  |
| 2001 | Francja            | Alizée                               | „Moi... Lolita”                 |
| 2002 | Wielka Brytania    | Kate Winslet                         | „What If”                       |
| 2003 | Francja            | Nolwenn Leroy                        | „Cassé”                         |
| 2004 | Rosja              | Warwara                              | „Grezy”                         |
| 2005 | Włochy             | Alexia                               | „Da grande”                     |
| 2006 | Grecja             | Elena Paparizou                      | „Mambo!”                        |
| 2007 | Hiszpania          | Rebeca                               | „Que no Daría yo”               |
| 2008 | Chorwacja          | Franka Batelić                       | „Ruža u kamenu”                 |
| 2009 | Wielka Brytania    | Coldplay                             | „Viva la Vida”                  |
| 2010 | Wielka Brytania    | Freemasons feat. Sophie Ellis-Bextor | „Heartbreak (Make Me a Dancer)” |
| 2011 | Wielka Brytania    | Adele                                | „Someone Like You”              |
| 2012 | Włochy             | Nina Zilli                           | „Per sempre”                    |
| 2013 | Hiszpania          | Pastora Soler                        | „Te despertaré”                 |
| 2014 | Francja            | Indila                               | „Dernière danse”                |
| 2015 | Francja            | Kendji Girac                         | „Andalouse”                     |
| 2016 | Hiszpania          | Álvaro Soler                         | „Sofia”                         |
| 2017 | Australia          | Dami Im                              | „Fighting for Love”             |
| 2018 | Wielka Brytania    | Steps                                | „Scared of the Dark”            |
| 2019 | Wielka Brytania    | Lewis Capaldi                        | „Someone You Loved”             |
| 2020 | Wielka Brytania    | Dua Lipa                             | „Physical”                      |
| 2021 | Australia          | Tones and I                          | „Fly Away”                      |
| 2022 | Plebiscyt odwołany | Plebiscyt odwołany                   | Plebiscyt odwołany              |
| 2023 | Wielka Brytania    | Harry Styles                         | „As It Was”                     |
| 2024 | Włochy             | Annalisa                             | „Euforia”                       |

### Konkurs Drugiej Szansy (OGAE Second Chance Contest)
W plebiscycie biorą udział piosenki, którym nie udało się wygrać krajowych eliminacji do Konkursu Piosenki Eurowizji, ale zostały wyróżnione przez oddziały OGAE w różnych krajach. Na zwycięzcę głosują członkowie każdego klubu OGAE, który wystawił swoich kandydatów do Konkursu Drugiej Szansy. Pierwszy plebiscyt został zorganizowany w 1987.
Poniższa tabela uwzględnia zwycięzców wszystkich edycji plebiscytu:
| Rok  | Zwycięski kraj | Wykonawca          | Utwór                         | Punkty |
| ---- | -------------- | ------------------ | ----------------------------- | ------ |
| 1987 | Szwecja        | Arja Saijonmaa     | „Högt över havet”             | 24     |
| 1988 | Szwecja        | Lena Philipsson    | „Om igen”                     | 63     |
| 1989 | Dania          | Lecia Jønsson      | „Landet Camelot”              | 72     |
| 1990 | Szwecja        | Carola Häggkvist   | „Mitt i ett äventyr”          | 119    |
| 1991 | Szwecja        | Pernilla Wahlgren  | „Tvillingsjäl”                | 106    |
| 1992 | Norwegia       | Wenche Myhre       | „Du skal få din dag i morgen” | 78     |
| 1993 | Norwegia       | Merethe Trøan      | „Din egen stjerne”            | 188    |
| 1994 | Szwecja        | Gladys Del Pilar   | „Det vackraste jag vet”       | 176    |
| 1995 | Szwecja        | Cecilia Vennersten | „Det vackraste”               | 129    |
| 1996 | Szwecja        | Lotta Engberg      | „Juliette & Jonathan”         | 152    |
| 1997 | Włochy         | Anna Oxa           | „Storie”                      | 165    |
| 1998 | Holandia       | Nurlaila           | „Alsof je bij me bent”        | 192    |
| 1999 | Turcja         | Feryal Başel       | „Unuttuğumu Sandığım Anda”    | 164    |
| 2000 | Finlandia      | Anna Eriksson      | „Oot voimani mun”             | 177    |
| 2001 | Szwecja        | Barbados           | „Allt som jag ser”            | 252    |
| 2002 | Hiszpania      | David Bisbal       | „Corazón latino”              | 203    |
| 2003 | Szwecja        | Alcazar            | „Not a Sinner Nor a Saint”    | 215    |
| 2004 | Hiszpania      | Davinia            | „Mi obsesión”                 | 192    |
| 2005 | Szwecja        | Alcazar            | „Alcastar”                    | 201    |
| 2006 | Słowenia       | Saša Lendero       | „Mandoline”                   | 201    |
| 2007 | Szwecja        | Måns Zelmerlöw     | „Cara mia”                    | 252    |
| 2008 | Szwecja        | Sanna Nielsen      | „Empty Room”                  | 268    |
| 2009 | Dania          | Hera Björk         | „Someday”                     | 257    |
| 2010 | Szwecja        | Timoteij           | „Kom”                         | 267    |
| 2011 | Islandia       | Yohanna            | „Nótt”                        | 224    |
| 2012 | Hiszpania      | Pastora Soler      | „Tu vida es tu vida”          | 201    |
| 2013 | Norwegia       | Adelén             | „Bombo”                       | 151    |
| 2014 | Szwecja        | Elena Paparizou    | „Survivor”                    | 259    |
| 2015 | Włochy         | Nek                | „Fatti avanti amore”          | 305    |
| 2016 | Polska         | Margaret           | „Cool Me Down”                | 277    |
| 2017 | Szwecja        | Mariette           | „A Million Years”             | 329    |
| 2018 | Włochy         | Annalisa           | „Il mondo prima di te”        | 350    |
| 2019 | Francja        | Seemone            | „Tous les deux”               | 294    |
| 2020 | Szwecja        | Anna Bergendahl    | „Kingdom Come”                | 344    |
| 2021 | Norwegia       | Keiino             | „Monument”                    | 429    |
| 2022 | Szwecja        | Medina             | „In i dimman”                 | 316    |
| 2023 | Szwecja        | Marcus & Martinus  | „Air”                         | 322    |
| 2024 | Włochy         | Annalisa           | „Sinceramente”                | 364    |

### Konkurs Wideo (OGAE Video Contest)
W Konkursie Piosenki mogą wziąć udział wszystkie kluby, które zgłoszą oryginalny teledysk muzyczny, który został opublikowany w ich kraju w ciągu ostatnich 12 miesięcy.

## OGAE Polska
Polski oddział OGAE – Stowarzyszenie Miłośników Konkursu Piosenki Eurowizji – powstał w 2004 w Olsztynie z inicjatywy Tomasza Deszczyńskiego, Beaty Drączkowskiej, Daniela Sobolewskiego, Krzysztofa Zakrzewskiego i Adriana Stanisławskiego, a w KRS został zarejestrowany we wrześniu 2011. Celem stowarzyszenia jest prowadzenie działalności kulturalnej związanej z Konkursem Piosenki Eurowizji w zakresie m.in. popularyzacji, pogłębiania i upowszechniania wiedzy o konkursie oraz skupiania i integracji fanów konkursu w Polsce.
Członkami honorowymi stowarzyszenia są Artur Orzech (wieloletni komentator Konkursu Piosenki Eurowizji dla Telewizji Polskiej i Polskiego Radia) oraz kilku byłych reprezentantów Polski w Konkursie Piosenki Eurowizji: Michał Wiśniewski, Isis Gee, Marcin Mroziński i Monika Kuszyńska.

### Władze

#### Zarząd[13]
- Konrad Szczęsny – prezes Zarządu od 29 listopada 2019
- Tomasz Emil Lener – wiceprezes Zarządu od 10 czerwca 2013
- Maciej Kurowski – wiceprezes Zarządu od 23 stycznia 2023
- Mikołaj Mateusz Szuszkiewicz – członek Zarządu od 23 stycznia 2023
- Ewa Olga Leśna – członkini Zarządu od 23 stycznia 2023
- Bartosz Radomski – członek Zarządu od 23 stycznia 2023

W przeszłości w Zarządzie OGAE Polska zasiadali m.in.: Tomasz Deszczyński (najpierw jako prezes, później jako wiceprezes), Krzysztof Zakrzewski (wiceprezes), Beata Drączkowska i Ernest Wietrzychowski (sekretarze) oraz Adrian Stanisławski, Daniel Sobolewski i Artur Onacki (członkowie Zarządu). 

#### Komisja Rewizyjna[13]
- Tomasz Andrzej Berkowski – członek komisji od 23 stycznia 2023[13]
- Kajetan Marek Brożonowicz – członek komisji od 23 stycznia 2023[13]
- Szymon Smoliński – członek komisji od 23 stycznia 2023[13]

W przeszłości w Komisji Rewizyjnej OGAE Polska zasiadali m.in. Krzysztof Radziszewski, Daniel Sobolewski, Przemysław Cichomski i Marcin Paluszkiewicz.